# Jean Bauzil

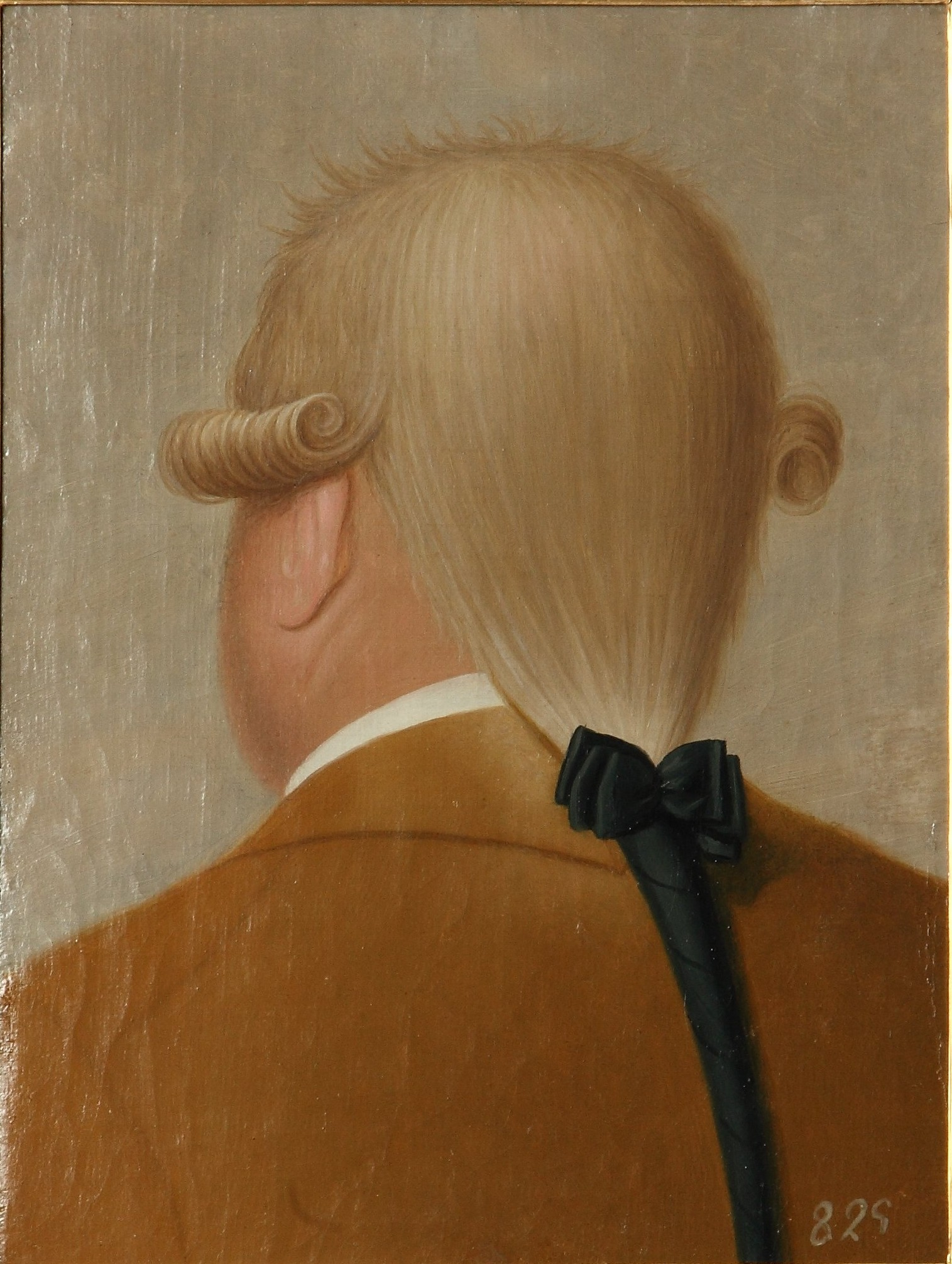
Retrato de Carlos IV de espaldas, 1818. Óleo sobre lienzo, 41 x 34,5 cm, Madrid, Galería de las Colecciones Reales.

Jean-Jacques Guillaume Bauzil Koc, que tras establecerse en España firmó sus obras Juan Bauzil (Colonia, 1766-Madrid, 19 de mayo de 1820), fue un pintor y miniaturista francés activo en España desde 1797 y hasta su muerte. En Madrid ejerció como miniaturista de cámara de Carlos IV y Fernando VII.

## Biografía y obra
De padre francés y madre alemana, de 1784 a 1789 estudió pintura en Toulouse con Gaubert Labeyrie. De su paso por la academia tolosana es el retrato en miniatura del pintor y arquitecto natural de Toulouse François Cammas (musée Paul-Dupuy), altamente valorado.
Trasladado a París, concurrió con sus obras al Salón hasta 1794, orientándose después con preferencia al trabajo en miniatura. En 1797 se estableció en Madrid con su esposa, María Carlota Fontillon, y con un sueldo de 15 000 reales asignado por Carlos IV como su miniaturista de cámara. Corresponden a este momento el retrato en miniatura de María Isabel de Borbón y Borbón-Parma, infanta de España y reina de las Dos Sicilias  (1806), conservado en el Museo del Prado, y el de un caballero anónimo conservado en el Museo Lázaro Galdiano. Pintados ambos con una técnica mixta de gouache y témpera sobre marfil, son buen reflejo del gusto decorativista francés impuesto en la miniatura tras su llegada a España.
En tiempos de la ocupación francesa y durante el reinado de José I se le mantuvo el sueldo, abonado a través de la Real Cámara, y no dejó de recibir encargos tras presentar una solicitud en la que aducía entre sus méritos los retratos que había hecho de Luciano Bonaparte en tiempos de su embajada en Madrid. La documentación del Gobierno intruso recoge pagos a Bauzil de 10 000 reales en octubre de 1810, «por el coste de diez retratos para las caxas que regala S. M.», y algunos meses después el de otros 3 000, «importe de tres retratos de S.M. que ha hecho y entregado al Señor Carranza».
Pero en febrero de 1811 solicitó licencia para retornar con su familia a Francia, ausentándose de Madrid, y acabando la guerra dibujó también un pequeño retrato a la acuarela y de cuerpo entero del duque de Wellington (National Portrait Gallery), del que abrió un grabado a media tinta coloreado Charles Turner (1817). Tras la restauración de Fernando VII en el trono, Bauzil siguió figurando como pintor de cámara, pero fue pronto desplazado en el favor real por el miniaturista canario Luis de la Cruz y Ríos.
En diciembre de 1818 dedicó a Fernando VII un original retrato de espaldas de su padre, Carlos IV, pintado al óleo y sobre lienzo sin tener al modelo presente, pues, exiliado en Roma, hacía algunos años que el destronado monarca había dejado de usar la peluca blanca y la coleta con cinta negra con que aparece en el retrato de Bauzil, ahora en la Galería de las Colecciones Reales.
Además de sus propias miniaturas, proporcionó modelos para el grabado, entre otros, de los retratos de Carlos IV y María Luisa de Parma aparecidos en el Kalendario manual y guía de forasteros en Madrid de 1798, grabados por Fernando Selma, y en los números de 1801 y 1808 por Rafael Esteve; el retrato de Juan Esteban Lozano de Torres, grabado por Esteban Boix, el de Fernando VII, grabado por Jean Frédéric Cazenave, y el de este mismo rey, su esposa María Isabel de Braganza y fray Cirilo de la Alameda, grabados por Vicente Peleguer en 1819.